# Linton (Kent)
Linton – wieś w Anglii, w hrabstwie Kent, w dystrykcie Maidstone. Leży 7 km na południe od miasta Maidstone i 56 km na południowy wschód od centrum Londynu.